# فياسيسلاف ليزا
فياسيسلاف ليزا (بالرومانية: Veaceslav Lisa)‏ هو لاعب كرة قدم مولدوفي في مركز الوسط، ولد في 2 أغسطس 1991 في مولدوفا. شارك مع منتخب مولدافيا تحت 19 سنة لكرة القدم ومنتخب مولدوفا تحت 21 سنة لكرة القدم. أما مع النوادي، فقد لعب مع نادي ساكسان ونادي شريف تيراسبول.

## وصلات خارجية
- فياسيسلاف ليزا على موقع قاعدة بيانات كرة القدم.إي يو (الإنجليزية)
- فياسيسلاف ليزا على موقع Soccerway.com (الإنجليزية)
- فياسيسلاف ليزا على موقع AS.com (الإسبانية)